# Приворотень світлолюбний
{{#ifeq:0|0|{{#if:|{{#if:Alchemillaphegophila|[[]}}|}}}}
Приворотень світлолюбний (Alchemilla phegophila) — вид трав'янистих рослин родини розові (Rosaceae), ендемік Криму.

## Опис
Багаторічна рослина заввишки 30–40 см. Листочки підчашшя (нижній ряд листочків чашечки) майже завжди коротші й вужчі ніж чашолистки або рівні останнім. Гіпантії (розширена частина квітколожа) при плодах коротші ніж чашолистки. Листки розсічені до 1/4 або 1/5, з 8–9 великими лопатями без надрізу, зубці на них дрібні й гострі. Стебло разом з квітконіжками густо запушене відігнутими волосками, листки з густим притиснутим запушенням.

## Поширення
Європа: Україна — Крим.
В Україні зростає на яйлах, лісових галявинах — у гірському Криму, рідко (Чатирдаг). Входить до переліку видів, які перебувають під загрозою зникнення на території Автономної Республіки Крим.